# Ropicella antennalis
Ropicella antennalis är en skalbaggsart som beskrevs av Stefan von Breuning 1940. Ropicella antennalis ingår i släktet Ropicella och familjen långhorningar.
Artens utbredningsområde är Fiji. Inga underarter finns listade i Catalogue of Life.